# Wimborne Minster
Wimborne Minster ist eine nach einem Kloster benannte Kleinstadt mit etwa 6500 Einwohnern im Südosten der Grafschaft Dorset im Süden von England. Die Stadt war bis 2019 Verwaltungssitz des Districts East Dorset.

## Lage und Klima
Der etwa 25 m hoch gelegene Ort Wimborne Minster liegt nahe der Einmündung des River Allen in den River Stour und ca. 12 km (Fahrtstrecke) nördlich des Seebads Poole bzw. ca. 16 km nordwestlich von Bournemouth. Das Klima ist gemäßigt; Regen (ca. 800 mm/Jahr) fällt übers Jahr verteilt.

## Wirtschaft
In früheren Jahrhunderten war der Ort ein Handels-, Handwerks- und Dienstleistungszentrum für die Landwirtschaftsbetriebe der Region, deren Haupteinnahmequelle die Schafzucht bildete. In Wimborne Minster befindet sich heutzutage der Firmensitz von Cobham plc, eines wichtigen Luftfahrt- und Militärunternehmens.

## Geschichte
Die Gründung eines Klosters in der waldreichen und damals wohl nur dünn besiedelten Region durch die hl. Cuthburga erfolgte um das Jahr 705. Im 8. Jahrhundert begleiteten die beiden dem Kloster angehörenden und später als Heilige verehrten Nonnen Agatha und Lioba den hl. Bonifatius auf seinen Missionsreisen im Raum Franken. Durch die Bestattung von Ethelred, des Bruders des Königs von Wessex Alfreds des Großen kam die Abtei zu königlichen Ehren. Von Normannenüberfällen ist nichts bekannt, doch zerstörten die Dänen im Jahr 1013 Teile der Abteigebäude. Durch die normannische Eroberung Englands (1066) kam auch Wimborne-Abbey in den Genuss einer modernen Verwaltung (Doomesday Book) und einer zeitgemäßen Architektur, denn in den Jahren von 1120 bis 1180 entstand die alte Abteikirche neu. Es ist davon auszugehen, dass sich bis dahin bereits ein Ortskern in unmittelbarer Nähe zur Abteikirche gebildet hatte, der in den Folgejahren ständig größer wurde. Um das Jahr 1496 wurde von Margaret Beaufort eine für jedermann zugängliche Schule in Wimborne Minster eröffnet; um 1686 folgte eine der ersten öffentlichen Bibliotheken (chained libraries) des Landes.

## Sehenswürdigkeiten
Architektur

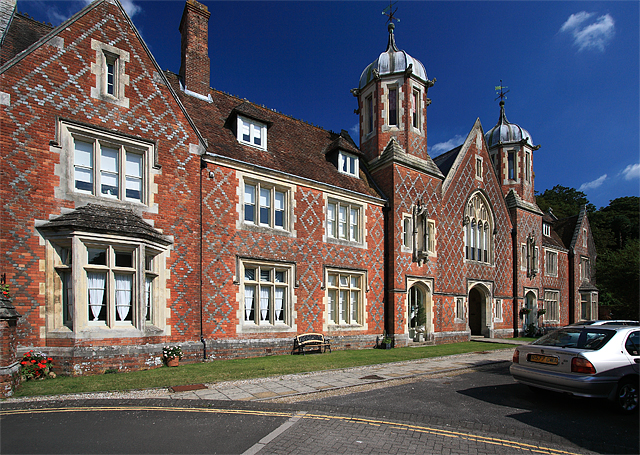
Old Grammar School

- Die der hl. Cuthburga, Schwester von Ine, König von Wessex, geweihte ehemalige Abteikirche steht wahrscheinlich an der gleichen Stelle wie die Abtei des von Cuthburga um 705 hier gegründeten Klosters. Sie ist das dominierende Gebäude der Stadt.
- Zwei Straßenzüge der Altstadt (Corn Market und High Street) enthalten noch mehrere Stein- und Fachwerkhäuser aus dem 15. bis 18. Jahrhundert.
- Die alte Grammatikschule (Old Grammar School) aus der Mitte des 19. Jahrhunderts ist ein sehenswertes Gebäude im Neo-Tudorstil.
- Ein in den 1950er Jahren angefertigtes Freiluft-Stadtmodell (Wimborne Model Town) im Maßstab 1:10 ist ebenfalls sehenswert.

Sonstiges
- Häufig ist im Stadtzentrum von Wimborne Minster ein Stadtschreier (town crier) zu sehen, der zur Belustigung der Besucher alte und neue Dinge kundtut.
- Am Guy Fawkes-Day (5. November) findet alljährlich ein Feuerwerk statt.
- Seit 1980 wird alljährlich im Juni das Wimborne-Folk-Festival veranstaltet, bei dem sowohl Musik- als auch Tanzgruppen auftreten.

Umgebung
- Gärten und  Haus von Kingston Lacy (vier Kilometer nordwestlich). Den Mittelpunkt der Gartenanlage bildet ein im Jahr 1827 aus Philae, Ägypten, hierher gebrachter Obelisk.

## Bekannte Bewohner der Stadt
- Hl. Cuthburga
- Hl. Lioba
- Hl. Thekla
- Hl. Walburga
- Thomas Hardy (1840–1928), Schriftsteller, lebte hier von 1881 bis 1883 mit seiner ersten Frau Emma
- Tim Berners Lee (* 1955), Erfinder des World Wide Web
- Robert Fripp (* 1946), Bandmitglied bei King Crimson
- Al Stewart (* 1945), Singer-Songwriter
- Montague John Druitt, der in Frage kommen könnte, Jack the Ripper gewesen zu sein
- Barney Storey (* 1977), britischer Bahnradsportler, geboren in Wimborne Minster

## Partnerstädte
- Ochsenfurt, Deutschland
- Valognes, Frankreich